# Macuco-preto
O macuco-preto (Tinamus osgoodi) é uma espécie de ave de grande porte da família dos Tinamidae.